# Pastinachus

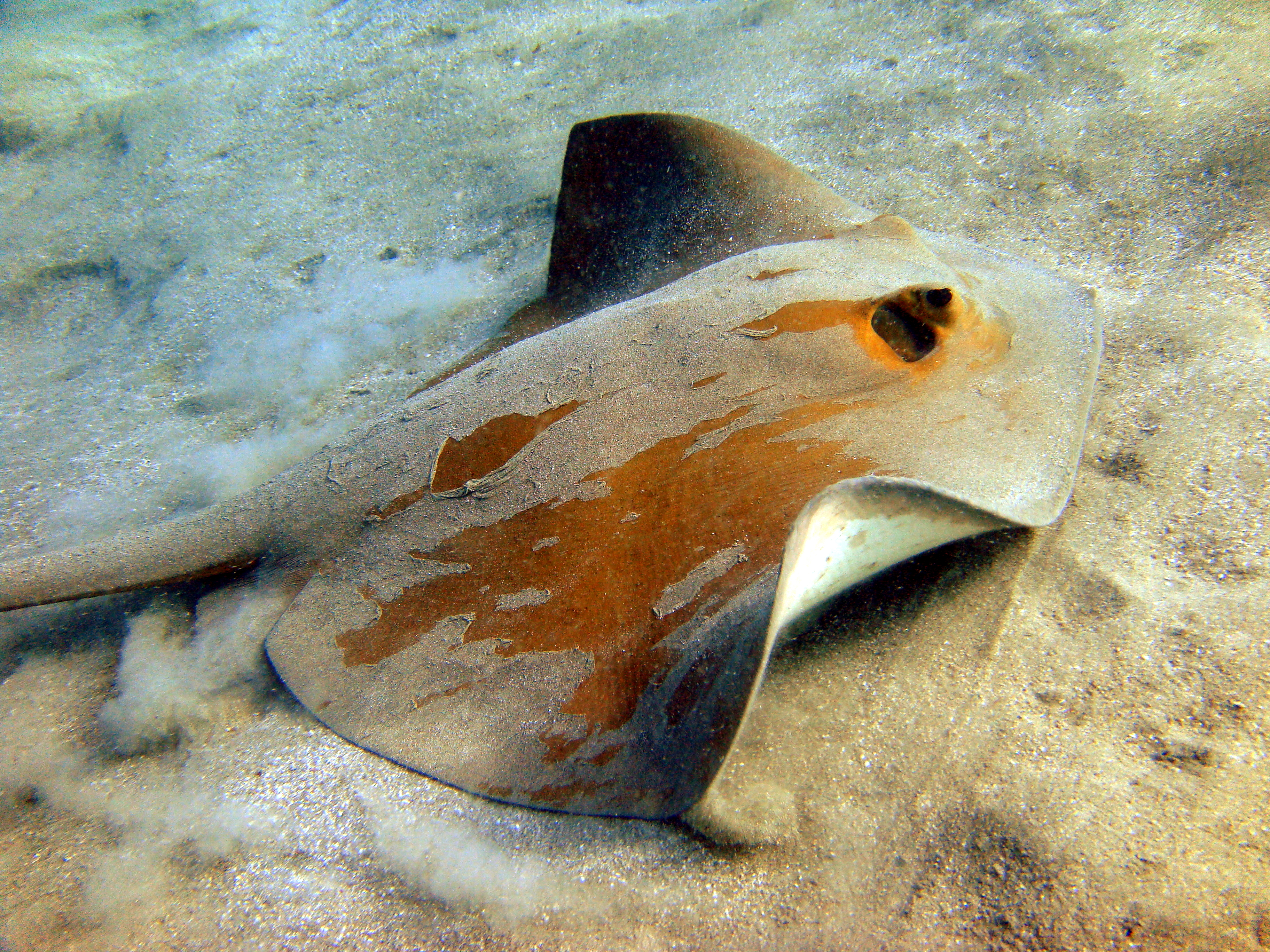
Pastinachus sephen zeigt die für Pastinachus typische trapezoidale Form der Flossenscheibe

Die Gattung Pastinachus gehört zur Familie der Stechrochen (Dasyatidae). Die Arten der Gattung leben in weiten Teilen des Indopazifik zwischen dem Roten Meer im Westen sowie dem Ostchinesischen Meer und Melanesien im Osten.

## Merkmale
Mehrere Arten leben sympatrisch im Malaiischen Archipel und wurden lange Zeit nicht als getrennte Arten betrachtet, obwohl sie sich sowohl in der Größe, im Verhältnis der Gesamtlänge zur Breite der Flossenscheibe und anderen Merkmalen unterscheiden. Die Flossenscheibe ist rautenförmig (trapezoidal). Der Schwanz besitzt unterseits eine Hautfalte, die bei der ersten beschriebenen Art, Pastinachus sephen, zu dem englischen Trivialnamen Cowtail stingray (Kuhschwanz-Stachelrochen) geführt hat. Die Breite der Falte variiert zwischen den einzelnen Arten. Die Farbe ist graubraun mit einem rötlichen Farbton.

## Arten
Pastinachus galt lange Zeit als monotypisch, mit Pastinachus sephen als einziger Art. Im Rahmen des australischen CSIRO-Projektes wurden 2005 eine sowie 2010 zwei weitere neue Arten beschrieben und der Gattung zugeordnet. Auch einige Exemplare der 1883 von Macleay als Taeniura atra beschriebenen Art wurden molekulargenetisch untersucht und mit anderen Arten verglichen, was zur Neuzuordnung als Pastinachus atrus führte.
- Pastinachus atrus (Macleay, 1883)
- Pastinachus gracilicaudus (Last & Manjaji-Matsumoto, 2010[1])
- Pastinachus sephen (Forsskål, 1775)
- Pastinachus solocirostris (Last, Manjaji & Yearsley, 2005)
- Pastinachus stellurostris (Last, Fahmi & Naylor, 2010[2])

## Phylogenie
Kombiniert man die molekulargenetische Verwandtschafts-Analyse der NADH2 DNA, die der Zuordnung von Pastinachus stellurostris diente und die Analyse des COI-Gens, mit der Pastinachus gracilicaudus entsprechend bewertet wurde ergibt sich in etwa das folgende Kladogramm für die Gattung: